# Campeonato Mundial de Deportes Ecuestres

El Campeonato Mundial de Deportes Ecuestres (hasta 2018 denominado Juegos Ecuestres Mundiales) es la competición internacional ecuestre más importante a nivel mundial. Es organizado desde 1990 por la Federación Ecuestre Internacional (FEI) cada cuatro años.
Se realizan competiciones en los siete deportes ecuestres reconocidos por la FEI: doma, concurso completo, salto de obstáculos, raid o carrera de larga distancia, volteo, enganches y doma vaquera.
Antes del establecimiento de esta competición ya eran efectuados separadamente campeonatos para cada deporte ecuestre. Algunos de estos campeonatos (Mundial de Raid, Mundial de Enganches, Mundial de Volteo) se realizan cada dos años: los años que coinciden con este campenato se realizan conjuntamente; los años que no, por separado. Otros campeonatos (Mundial de Doma, Mundial de Saltos Ecuestres y Mundial de Concurso Completo) ya no se efectúan por separado; en el caso de la doma vaquera, su primera aparición la hizo en la edición de 2002 y no se realiza campeonato por separado.
Para la edición de 2022 se cambió el formato de este evento, pasando a celebrarse en dos sedes diferentes bajo el nombre de Campeonato Mundial de Deportes Ecuestres.

## Ediciones
| Núm. | Año  | Sede                       | País                      |
| ---- | ---- | -------------------------- | ------------------------- |
| I    | 1990 | Estocolmo                  | Suecia                    |
| II   | 1994 | La Haya                    | Países Bajos              |
| III  | 1998 | Roma                       | Italia                    |
| IV   | 2002 | Jerez de la Frontera       | España                    |
| V    | 2006 | Aquisgrán                  | Alemania                  |
| VI   | 2010 | Lexington                  | Estados Unidos            |
| VII  | 2014 | Caen                       | Francia                   |
| VIII | 2018 | Tryon                      | Estados Unidos            |
| IX   | 2022 | Herning Pratoni del Vivaro | Dinamarca · Italia        |
| X    | 2026 | Aquisgrán Al-Ula           | Alemania · Arabia Saudita |

## Medallero histórico
- Actualizado a Herning/Pratoni del Vivaro 2022.

| Núm. | País                   | Oro | Plata | Bronce | Total |
| ---- | ---------------------- | --- | ----- | ------ | ----- |
| 1    | Alemania               | 41  | 25    | 36     | 102   |
| 2    | Estados Unidos         | 16  | 19    | 17     | 52    |
| 3    | Países Bajos           | 14  | 12    | 13     | 39    |
| 4    | Francia                | 13  | 19    | 7      | 39    |
| 5    | Reino Unido            | 13  | 14    | 8      | 35    |
| 6    | Nueva Zelanda          | 5   | 1     | 4      | 10    |
| 7    | Suiza                  | 4   | 7     | 6      | 17    |
| 8    | Bélgica                | 4   | 7     | 5      | 16    |
| 9    | Suecia                 | 4   | 2     | 6      | 12    |
| 10   | Australia              | 4   | 1     | 4      | 9     |
| 11   | España                 | 3   | 2     | 2      | 7     |
| 12   | Emiratos Árabes Unidos | 3   | 1     | 1      | 5     |
| 13   | Dinamarca              | 2   | 6     | 1      | 9     |
| 14   | Italia                 | 1   | 3     | 4      | 8     |
| 15   | Canadá                 | 1   | 3     | 3      | 7     |
| 16   | Irlanda                | 1   | 2     | 0      | 3     |
| 17   | Brasil                 | 1   | 0     | 0      | 1     |
| 18   | Austria                | 0   | 2     | 7      | 9     |
| 19   | Hungría                | 0   | 1     | 2      | 3     |
| 20   | Finlandia              | 0   | 1     | 1      | 2     |
| 21   | Arabia Saudita         | 0   | 1     | 0      | 1     |
| 21   | URSS                   | 0   | 1     | 0      | 1     |
| 23   | Catar                  | 0   | 0     | 1      | 1     |
| 23   | Eslovaquia             | 0   | 0     | 1      | 1     |
| 23   | Portugal               | 0   | 0     | 1      | 1     |
|      | TOTAL                  | 130 | 130   | 130    | 390   |

1. ↑  Incluye las medallas obtenidas por la RFA en 1990.